# Dennennaaldspleetlip
De dennennaaldspleetlip (Lophodermium pinastri) is een schimmel behorend tot de familie Rhytismataceae. Hij komt voor op afgevallen naalden van Pinus.

## Kenmerken
Anamorf
Anamorf leeft het als parasiet. Pycnidiën worden gevormd op levende naalden (meer dan 20% aan de abaxiale zijde), nat zijn ze zwart, droog zijn ze zwart in het midden op meer dan de helft van het totale oppervlak van het vruchtlichaam, de rest is grijs omgeven door een zwarte lijn van 700 tot 1200 µm lang. Pycnidiën vormen zich aan de buitenkant van de naaldhuid, smelten zelden samen en worden gedeeltelijk bedekt door de epidermis van de gastheer. Ze zijn 300 tot 400 µm lang. Staafvormige conidia, 4,5–6 µm lang.
Teleomorf
Teleomorf leeft het als saprotroof. Apotheciën wordt alleen gevormd op dode naalden ouder dan 1 jaar. Ze zijn zwart, elliptisch, licht convex, 0,5 tot 1,5 mm in diameter. Ze worden afzonderlijk gevormd in de onderstam, die zich aanvankelijk onder de huid van de naalden ontwikkelt en vervolgens in de cellen doordringt. Alleen de opening van de apothecium bevindt zich buiten de nagelriem. Het vormt zich evenwijdig aan de lange as van de apotheciën en kan worden geopend of gesloten, afhankelijk van de vochtigheid van de omgeving. Het binneste van de apothecium is gevuld met een dikke laag asci. De asci zijn cilindrisch, 8-sporig, 110 tot 155 µm lang en 9,5 tot 11,5 µm breed. Ascosporen zijn draadvormig, soms spiraalvormig opgerold aan het einde van de asci, 70 tot 110 µm lang en ongeveer 2 µm breed, omgeven door een gelatineus omhulsel.
Infectie wordt uitgevoerd door ascosporen in de lucht. Dit gebeurt tijdens vochtig weer.

## Verspreiding
Het wordt gevonden in Noord-Amerika, Europa, Azië, Australië, Afrika, Nieuw-Zeeland en enkele eilanden in de Indische Oceaan. Het ontwikkelt zich op talrijke soorten dennen, voornamelijk twee- en drienaalds. Slechts sporadisch werd het waargenomen op vijfnaalddennen.
In Nederland komt de dennennaaldspleetlip vrij algemeen voor.

## Taxonomie
Dit taxon werd voor het eerst vastgesteld in 1799 door Heinrich Adolph Schrader, die het Hysterium pinastri noemde. De huidige naam, erkend door Index Fungorum, werd er in 1826 aan gegeven door François Fulgis Chevallier, waardoor het werd overgebracht naar het geslacht Lophodermium.

## Foto's

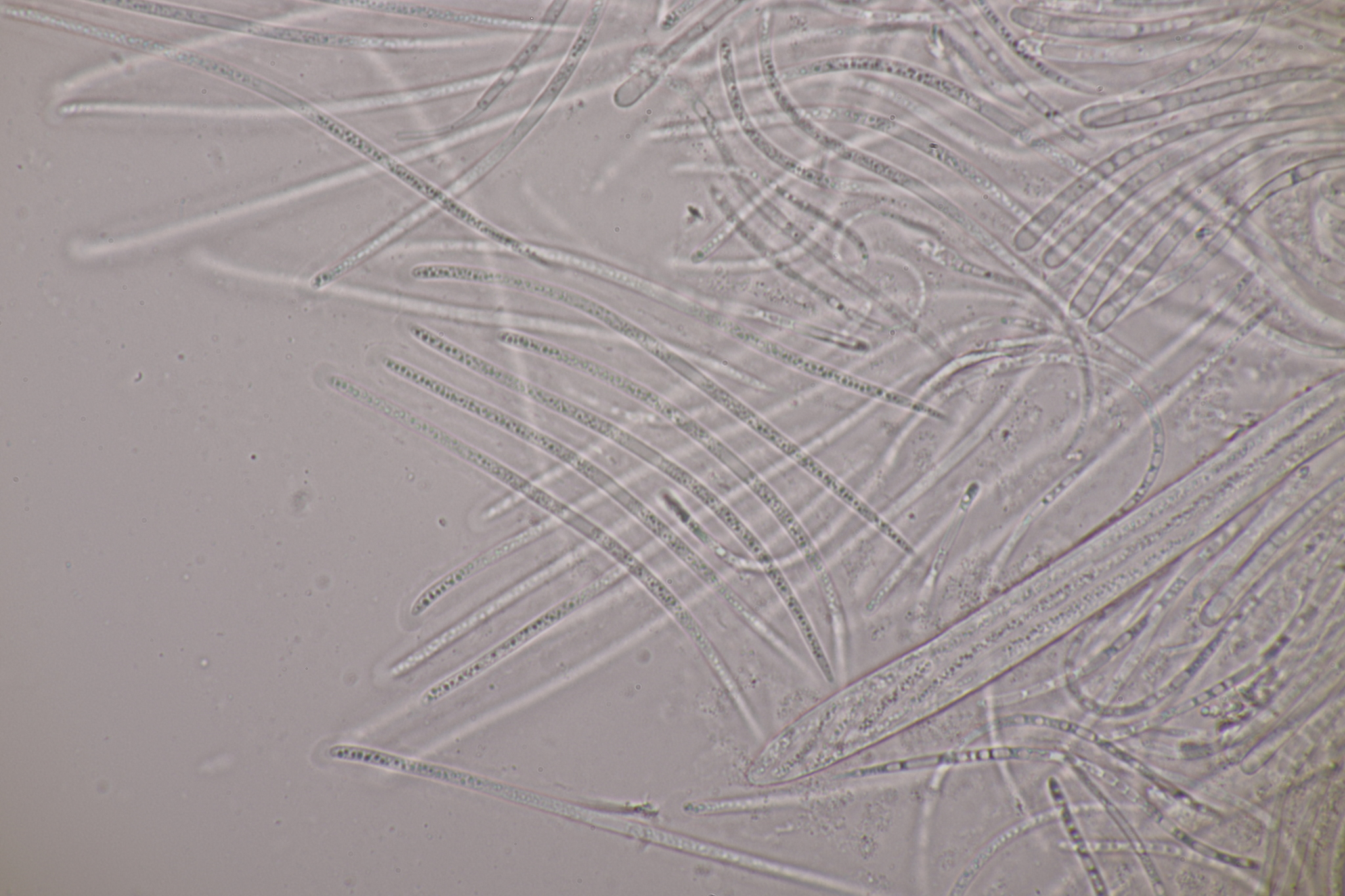